# 9 мая. Личное отношение
«9 мая. Личное отношение» — российский цикл короткометражных фильмов, посвящённых современному восприятию Великой Отечественной войны и Дня Победы. В создании фильмов приняли участие как известные кинорежиссёры молодого поколения (Авдотья Смирнова, Владимир Котт, Егор Кончаловский, Александр Котт, Карен Оганесян, Константин Мурзенко и др.), так и дебютанты — в рамках альманаха впервые представили свои режиссёрские работы актёры Евгений Цыганов и Юрий Колокольников.
Показ 3—5-минутных фильмов цикла по традиции происходил в начале мая на телеканале «Звезда», а 9 мая фильмы показывались вместо рекламных роликов, которые в этот день не демонстрировались. Альманахи выходили в 2008, 2009 и 2010 году, всего было снято 27 фильмов, по девять в каждом. Фильмы 2010 года были выложены телеканалом в свободном доступе в интернете.

## Фильмы 2008 года

### «Особое задание»
Ленинград, 1943 год. Две девушки с ведром краски и трафаретом идут по улице. Найдя нужный адрес, они начинают наносить на стену надпись. В это время начинается авианалёт. Проезжающий мимо военный предлагает им скорее пройти в бомбоубежище, однако девушки отвечают, что у них боевое задание. Раздаётся взрыв авиабомбы. Когда дым рассеивается, на стене видна надпись: «Граждане! При артобстреле эта сторона улицы наиболее опасна». В конце показана эта сохранившаяся надпись в современном Петербурге.
- Режиссёр: Денис Нейманд
- В ролях: Олег Леваков (Моисеич), Наталья Вязовская (Герасимова), Сергей Сонин (командир), Галина Жданова

### «Вокзал»
1970-е годы. 9 мая ветеран войны собирается на встречу с однополчанами. Перед уходом у него происходит тяжёлый разговор с сыном-писателем, который пришёл с маленькой дочкой сообщить о грядущем разводе. Отец укоряет сына, что тот собирается разводиться, вспоминает, какое неудачное имя он дал дочери, а также критикует его повесть о фронтовиках «Вокзал», в которой сын, по мнению отца, вместо прославления их подвига выставил их неудачниками. В финале звучат первые аккорды песни «Нам нужна одна победа».
- Режиссёр: Авдотья Смирнова
- В ролях: Вячеслав Захаров (ветеран), Вадим Сквирский (сын)

### «Надпись»
Старик едет в электричке, видя вдоль дороги граффити на заборах, в том числе «Здесь был Вася». В аэропорту его долго не пропускают через металлодетектор, но в конце концов охранник понимает, что звенит осколок в груди старика. Приехав в Берлин, старик подходит к Рейхстагу. Он находит надпись «Здесь был Вася. Май 1945» и приписывает в конце: …—2008.
- Режиссёр: Владимир Котт
- В ролях: Иван Краско

### «Праздник со слезами на глазах»
Наши дни. В День Победы два ветерана ждут в сквере свою боевую подругу Анну, медсестру, с которой они каждый год на праздник вместе ходят к Большому Театру. Она всё не появляется. Подходит молодая женщина, которая говорит, что бабушка ещё вчера собиралась на праздник, но сегодня утром её не стало.
- Режиссёр: Егор Кончаловский
- В ролях: Любовь Толкалина (внучка Анны Михайловны)

### «Трепет»
Наши дни. Герой видит на площади группу стариков. Он подходит к ним со спины. Из подъезжающей машины выходит офицер, который командует старикам: «Кругом!» Они оборачиваются, и становится видно, что на груди у каждого ряды орденов и медалей. В конце автор заключает: «Я не могу точно определить словами, что за трепет я испытываю 9 мая, но именно он позволяет мне называть эту дату праздником.»
- Режиссёр: Евгений Лаврентьев
- В ролях: Альбина Евтушевская (одна из ветеранов)

### «Монолог»
Наши дни. Собираясь в роддом, женщина вспоминает своего деда, участника ВОВ, который очень радовался её рождению.
- Режиссёр: Александр Аравин
- В ролях: Анастасия Аравина

### «Маросейка, 13»
Автор вспоминает родственников, участвовавших в ВОВ, а также дом № 13 по ул. Маросейка, в котором жила его мама и на котором жильцы дома по собственной инициативе установили мемориальную доску в память обо всех, кто жил там и погиб на войне или был репрессирован.
- Режиссёр: Илья Рубинштейн

### «Ради жизни на Земле»
Наши дни. Главный герой со свадьбой дочери приезжает к Мемориалу воинам-сибирякам на 42-м километре Волоколамского шоссе. Он вспоминает рассказы своего отца про войну и благодарит его за победу.
- Режиссёр: Георгий Шенгелия

### «Флешмоб»
Наши дни. Гуляющие в парке встают группами, образуя буквы, которые складываются в слово СПАСИБО.
- Режиссёр: Виктор Наворски

## Фильмы 2009 года

### «Выпей за меня»
Наши дни. Вечером 9 мая два электромонтёра ремонтируют в коллекторе проводку. По улице едут танки с парада. Вдруг происходит обвал земли и обнажается немецкая авиабомба времён войны. Старший рабочий, Палыч, оказывается заперт обвалом в тупике. Молодой, Мишаня, бежит отключить электричество, чтобы бомба не взорвалась, но слышит взрыв. Он выпивает коньяк из фляжки Палыча. Внезапно появляется сам Палыч: бомба оказалась старая и не взорвалась. Оба выглядывают на улицу: там гремит праздничный салют.
- Режиссёр: Максим Пежемский
- В ролях: Михаил Евланов (Миша), Юрий Степанов (Палыч)

### «Объяснительная»
Идёт война. Районный бухгалтер, вышедший из оккупированной немцами территории, объясняет на допросе, что в начале оккупации из-за поспешности эвакуации денежные средства, составлявшие зарплату всех колхозников района, — 75 000 рублей — оказались в его руках. Он принял решение разыскать председателей колхозов и выдать им деньги. В течение трёх месяцев он блуждал по оккупированной немцами территории, находя председателей колхозов — 27 человек — многие из которых возглавили партизанские отряды — и выдавал им соответствующие суммы, получая с них расписки. В наличии у него осталось 17 504 рубля, которые он сдаёт.
- Режиссёр: Дмитрий Дьяченко
- В ролях: Даниил Спиваковский (бухгалтер Яков Семёнович), Андрей Смоляков (Костромитин)

### «В мае 45-го»
Идёт война. Немецкий солдат заходит в здание полуразрушенного цирка. Увидев на полу лампочки, он кладёт автомат и начинает жонглировать ими. За ним незаметно наблюдает красноармеец, однако он не стреляет в немца, а аплодирует ему. Увидев русского с автоматом, немец просит не убивать его. Советский солдат показывает немцу фокус: зажимает в кулаке пулю, а из раскрытого кулака достаёт красный нос клоуна. Он надевает нос и показывает гримасы. Немец аплодирует. Русский встаёт и выходит из цирка, оставив немца в живых.
- Режиссёр: Карен Оганесян
- В ролях: Андрей Панин (советский солдат), Леонид Игнатов (немецкий солдат)

### «Диалог»
Наши дни. Молодой сценарист показывает продюсеру свой сценарий о событиях времён войны, когда в ходе обороны Севастополя капитан тральщика теряет свою семью, а в конце находит её. Продюсер скептически относится к идее сценариста до того момента, когда тот не достаёт из портфеля и показывает ему фотографии и награды своего деда, участника войны.
- Режиссёр: Денис Нейманд
- В ролях: Фёдор Бондарчук (продюсер), Александр Яценко (сценарист)

### «Награда»
Наши дни. Чтобы купить в интернет-магазине велосипед, подросток решает выкрасть и продать орден прадеда. Когда он идёт через лес, орден отбирают у него два парня постарше, и ему приходится драться, чтобы вернуть себе орден. К побитому мальчику подходит солдат в форме времён ВОВ, который хвалит его за то, что он отстоял честь семьи. Солдат оказывается актёром и уходит на съёмку, а мальчик, поняв, что его прадед был героем, возвращается домой и прикалывает орден Красного Знамени обратно на прадедовский пиджак.
- Автор: Александр Карпиловский
- Режиссёр: Евгений Цыганов
- В ролях: Максим Мигунов, Евгений Цыганов

### «Приговор»
Анимация. Альтернативная история: Европа начала 2000-х. В «этой реальности» фашистская Германия победила и Тысячелетний Рейх установлен. Заключённым концлагеря — представителям «низших рас» — охранники зачитывают распоряжении о их «ликвидации». Заключённые входят в камеру, охранник включает газ. Беседуя между собой, охранники отправляются к выходу из барака: всё остальное сделает автоматика. Один из охранников произносит: «Кажется, это были последние». Закадровый текст сообщает, что в случае победы III Рейха к 2009 году некоторые народы были бы полностью уничтожены как расово неполноценные.
- Режиссёр: Дмитрий Грачёв

### «Все ушли на фронт»
Идёт война. В фотоателье фотографируется молодой парень, уходящий на фронт; к нему прибегает провожающая его плачущая девушка, и фотограф снимает их вместе. В следующий раз уже эта девушка фотографируется в форме перед уходом на фронт, и за ней приходит её отец. Через какое-то время перед фотографом в форме стоит отец, за ним приходит его жена. Затем уже эта женщина в форме одна фотографируется перед отправкой на фронт. Наконец, надевает шинель и уходит сам старик-фотограф. На улице видны противотанковые ежи, звучит марш, на окнах крест-накрест наклеены ленты.
- Режиссёр: Александр Котт
- В ролях: Максим Костромыкин (парень), Василиса Суханова (девушка), Марина Зубанова (мать), Николай Сморчков (фотограф)

### «Три минуты»
Воспоминания и размышления ветерана войны.
- Режиссёр: Виктор Наворски

### «Счастье другими словами»
Наши дни. Для съёмок в «художественной провокации», посвящённой образу незащищённого тела человека во время войны, отбирают ветеранов. Соглашается только один. В павильоне, когда его раскрашивают в золотой цвет и снимают, он рассказывает, о чём он думал, когда пошёл на фронт в 1944 году, приписав себе один лишний год.
- Режиссёр: Валерия Гай Германика
- В ролях: Александр Вартанов, Родион Галюченко, Ирина Знаменщикова, Агния Кузнецова, Николай Фирсов

## Фильмы 2010 года

### «Случайный вальс»
Идёт война. Молодой красноармеец после взрыва приходит в себя в госпитале. Увидев, что у него ампутированы ноги, он кричит. К нему подходит медсестра и делает ему укол. Когда красноармеец засыпает, она ложится рядом на его койку и напевает «Случайный вальс».
- Режиссёр: Евгений Цыганов
- В ролях: Павел Попов (раненый), Евгения Громова (медсестра), Людмила Аринина (главврач)

### «Конфетки»
Наши дни. Вся семья в сборе, отмечают День Победы. Бабушка рассказывает, как все её знакомые мальчики ушли на фронт, писали ей письма, и никто из них не вернулся. Они просили прислать им конфеток, а конфет не было, бабушка отправляла им фантики от старых конфет. Не дождавшись конца вечера, правнучка уходит из-за стола на улицу. Родственники укоряют её, но бабушка отпускает правнучку и говорит, что они и воевали, чтобы их дети могли спокойно жить и не вспоминать о войне. За окном раздаются залпы салюта. Маленькие правнуки уснули в кровати, на их лицах следы от шоколадных конфет.
- Режиссёр: Юрий Колокольников
- В ролях: Светлана Григорьева (бабуля), Александр Вонтов (отец Наташи), Татьяна Ткач (мать Наташи), Татьяна Колганова (Наташа), Дарья Раппопорт (Даша), Виталий Такс (гость), Игорь Лепихин (гость)

### «Слухач»
Весна 1942 года, военный Ленинград. Слепой мужчина работает на звукоулавливателе, пытаясь услышать приближение немецких самолётов. 
Осень 1941 года. Слепой идёт по улице со скрипкой под мышкой, и внезапно слышит тиканье. Неподалёку люди разбирают завал — тиканье доносится из-под него. Слепой осознаёт, что под завалом — авиабомба замедленного действия, и требует срочно увести людей и вызвать сапёров. В суматохе он роняет скрипку, которую давит проезжающий грузовик. Через некоторое время раздаётся взрыв.
Вновь весна 1942 года. Солдат из расчёта звукоуловителя вспоминает, что до войны работал школьным учителем — на что слепой отвечает, что до войны был хорошим музыкантом.
В титрах рассказывается, что в годы блокады Ленинграда в армию были призваны инвалиды по зрению: их острый слух позволял им услышать приближение немецких бомбардировщиков и предупредить горожан о налёте.
- Режиссёр: Василий Чигинский
- В ролях: Александр Галибин (слепой), Анна Ильющенко (дружинница), Дмитрий Поддубный (шофер), Сергей Волкош (помощник)

### «Достойны?..»
Наши дни. В больнице под звуки военного фильма умирает мужчина. Пришедшей женщине сообщают, что он умер от передозировки наркотиков. Женщина и её сын выходят на улицу, она покупает в ларьке пиво и конфету мальчику. Они проходят мимо памятника павшим в ВОВ, на котором написано: «Будем достойны великого подвига».
- Режиссёр: Игорь Копылов
- В ролях: Юлия Левакова

### «Катюша»
Весна 1945 года. Деревня, в которой остались старики, дети и злой одноглазый председатель-коммунист. Один из стариков переодевается из крестьянской одежды в рясу и старается незаметно от председателя пройти к полуразрушенному храму. Он достаёт верёвку и колокол. Его жена боится, что председатель убьёт за это, однако вскоре раздаётся колокольный звон: старик с председателем радостно звонят в колокол, оповещая всех о Победе, и поют «Катюшу».
- Режиссёр: Александр Трофимов
- В ролях: Виктор Семёновский (священник), Владимир Сороколита (председатель), Татьяна Захарова,Глеб Денисов

### «ДОТ»
Наши дни. Два молодых геодезиста проводят в поле измерения для будущей автотрассы. Она должна пройти через ДОТ военных времён, который будет взорван. Рядом останавливается тракторист, который рассказывает, как они в детстве играли возле ДОТа в войну, понимая, что если пропустят немцев за этот ДОТ, то будет взят Ленинград и дальше вся страна. Впечатлённые рассказом, все трое выпивают по рюмке за победу.
- Режиссёр: Константин Мурзенко
- В ролях: Артём Яковлев (геодезист), Данила Шевченко (геодезист), Игорь Черневич

### «Трагедия Финского залива»
Идёт война. Ночью в лодке посреди Финского залива сидит актриса и лежит раненый. Актриса зажигает платок, чтобы привлечь внимание кого-нибудь, кто может оказать им помощь. Мимо проплывает театральный реквизит, к лодке приближается морская мина. Актриса подаёт раненому очки, они обнимаются. Титры сообщают, что фильм снят в память о гибели людей, в том числе артистов, во время Таллинского перехода в 1941 году.
- Режиссёр: Павел Михайловский
- В ролях: Ольга Кабо (артистка), Дмитрий Аверин (раненый)

### «Ленинградец»
Наши дни. Снимается фильм о блокаде Ленинграда. Один из исполнителей массовки (Юрий Симонов), ребёнком переживший блокаду, делится своими воспоминаниями о том времени.
- Режиссёр: Александр Хачко

### «Дневник Ломоносова»
Наши дни. Ветеран ВОВ Дмитрий Борисович Ломоносов направляется туда, где он воевал и рассказывает, как он был взят в плен и чудом остался в живых.
- Режиссёр: Олег Якушенков

## Награды
- 2008 — Международный телекинофорум «Вместе» — премия в номинации «Вместе»[4]
- 2010 — Международный телекинофорум «Вместе» — премия в номинации «Публицистические программы»[5]